# Rachid Yous
Rachid Yous, est un comédien français, né le 20 août 1986 à Paris.

## Biographie
Danseur, breaker, trickseur, yamakasi… Rachid Yous a accumulé les expériences dès le plus jeune âge et s’est forgé une personnalité et un langage, tant corporel qu'oral. Formé par Williams Belle des Yamakasi à Sarcelles, il est révélé dans le court-métrage Wild Beast (Festival Côté court de Pantin) de David Dusa puis dans le spectacle Émeutes des Émotions, toujours dirigé par David Dusa, lors du Festival Temps d’Images d'Arte France, et au Festival Roma Europa.
Fleurs du mal de David Dusa est son premier long-métrage, qu’il présente au festival de Cannes à l’ACID en 2010. Il tient le premier rôle à nouveau, aux côtés de Patrick Chesnais, dans La Braconne.

## Filmographie

### Longs métrages
- 2011 : Fleurs du mal de David Dusa
- 2014 : La Braconne de Samuel Rondière
- 2014 : Geronimo de Tony Gatlif
- 2015 : Fatima de Philippe Faucon
- 2021 : L'Horizon d'Émilie Carpentier
- 2022 : Les Rascals de Jimmy Laporal-Trésor

### Courts métrages
- 2009 : Wild Beast de David Dusa
- 2009 : Émeutes des Émotions de David Dusa
- 2011 : Le Prophète
- 2013 : Sans gravité de Frédéric Leschallier

### Clip
- 2011 : Paradise Circus de Massive Attack

## Spectacles Vivants
- 2009 : Émeutes des Émotions[2],[3] de David Dusa, Mike Sens et Raphaëlle Maes
- 2005 : Yamakasi de Williams Belle et Châu Belle Dinh

## Distinctions
- Prix de la meilleure Interprétation masculine au Festival International de cinéma de Vernon pour Fleurs du mal[4]